# Groruddalen

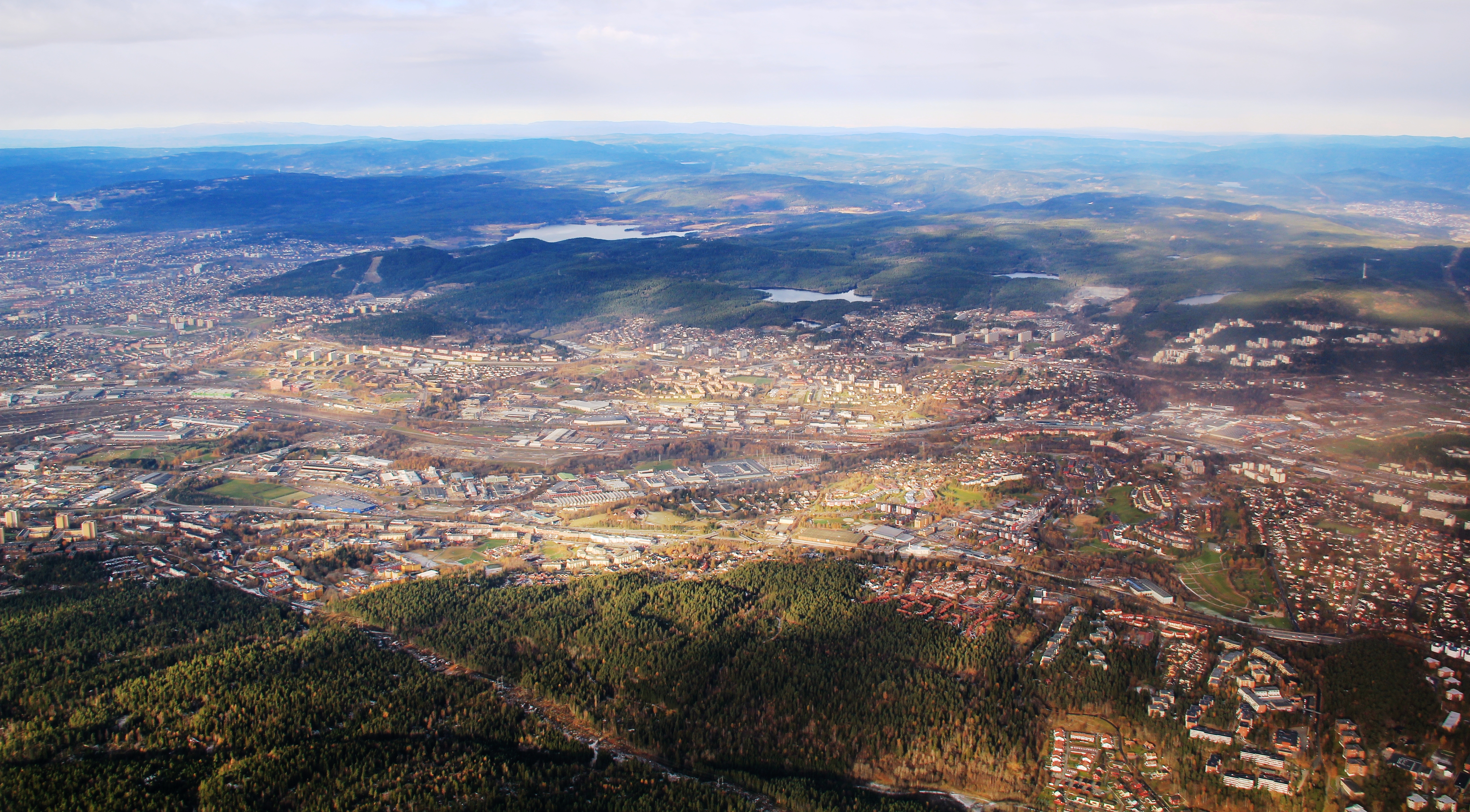
Zdjęcie lotnicze Groruddalen
Foto: Chell Hill

Groruddalen – szeroka dolina w północno-wschodniej części stolicy Norwegii – Oslo. W dolinie mieszczą się cztery dzielnice miasta: Bjerke na zachodzie, Alna na południu, Grorud na północy i Stovner na wschodzie.
Dolinę zamieszkuje około 140 tys. ludzi (2016), z czego blisko 60 tys. jest tam zatrudnionych. W przeciągu 30 lat, od 1960 do 1990 roku, liczebność mieszkańców Groruddalen zwiększyła się aż o 70%. Wzdłuż niej biegnie wiele ważnych linii komunikacyjnych, jak linia narodowej kolei Hovedbanen, autostrada E6, oraz dwie linie metra (Grorudbanen oraz Furusetbanen). Ponadto znajduje się tam szereg linii autobusowych, a także liczne, bardzo dobrze utrzymane obiekty rekreacyjne.